# 世界产业工人联盟
世界产业工人联盟（英語：Industrial Workers of the World，直译：「世界产业工人」，缩写为IWW）是一个国际性工会联合组织，奉行产业工会主义。

## 历史
1905年6月27日，该组织成立于美国芝加哥。1910年代－1920年代初，该组织一度发展成为在美国具有巨大影响力的政治组织。目前，该组织已严重衰落，在全球仅存9000余名成员。